# Coupe du Kazakhstan de football 2000-2001
Navigation
Édition précédente Édition suivante
La Coupe du Kazakhstan 2000-2001 est la 9e édition de la Coupe du Kazakhstan depuis l'indépendance du pays. Elle prend place du 8 juillet 2000 au 17 juin 2001.
Cette édition concerne exclusivement les seize clubs de la première division 2000.
La compétition est remportée par le Jenis Astana qui l'emporte face à l'Irtych Pavlodar à l'issue de la finale et gagne sa première coupe nationale.

## Huitièmes de finale
Les matchs aller sont joués entre le 8 juillet et le 28 août 2000 et les matchs retour entre le 25 août et le 5 octobre.
| Club                            | Score   | Club                       | Aller   | Retour        |
| ------------------------------- | ------- | -------------------------- | ------- | ------------- |
| Jiger Chimkent (D1)             | 0 - 4   | (D1) Jenis Astana          | 0 -1    | 0 - 3 Forfait |
| Iesil-Bogatyr Petropavl (D1)    | 3 - 1   | (D1) Akmola Kökşetaw       | 2 - 1   | 1 - 0         |
| Tobol Kostanaï (D1)             | 2 - 5   | (D1) Ielimaï Semeï         | 2 - 1   | 0 - 4         |
| Chakhtior Karagandy (D1)        | 2 - 0   | (D1) Vostok-Altyn Öskemen  | 1 - 0   | 1 - 3         |
| Dostyk Chimkent (D1)            | 2 - 4   | (D1) CSKA Almaty (en)      | 1 - 3   | 1 - 1         |
| Kaysar-Hurricane Kyzylorda (D1) | Forfait | (D1) Batyr Ekibastouz      | Forfait | Forfait       |
| Irtych Pavlodar (D1)            | Forfait | (D1) Jetyssou Taldykourgan | Forfait | Forfait       |
| Kaïrat Almaty (D1)              | Forfait | (D1) FK Taraz              | Forfait | Forfait       |

## Quarts de finale
Les matchs aller sont joués entre le 5 et le 26 octobre 2000 et les matchs retour entre le 11 et le 30 octobre.
| Club                            | Score  | Club                  | Aller | Retour |
| ------------------------------- | ------ | --------------------- | ----- | ------ |
| Kaysar-Hurricane Kyzylorda (D1) | 2 - 3  | (D1) Irtych Pavlodar  | 2 - 0 | 0 - 2  |
| Iesil-Bogatyr Petropavl (D1)    | 5 - 3  | (D1) CSKA Almaty (en) | 3 - 2 | 2 - 1  |
| Ielimaï Semeï (D1)              | 4 - 5  | (D1) Jenis Astana     | 4 - 1 | 0 - 4  |
| Chakhtior Karagandy (D1)        | 1E - 1 | (D1) Kaïrat Almaty    | 0 - 0 | 1 - 1  |

## Demi-finales
Les matchs aller sont joués le 6 mai 2001 et les matchs retour les 16 et 18 mai suivants.
| Club                 | Score | Club                         | Aller | Retour |
| -------------------- | ----- | ---------------------------- | ----- | ------ |
| Irtych Pavlodar (D1) | 2 - 0 | (D1) Chakhtior Karagandy     | 2 - 0 | 0 - 0  |
| Jenis Astana (D1)    | 1 - 0 | (D1) Iesil-Bogatyr Petropavl | 1 - 0 | 0 - 0  |

## Finale
La finale de cette édition oppose le Jenis Astana à l'Irtych Pavlodar. Le Jenis dispute à cette occasion sa première finale de coupe tandis que l'Irtych atteint ce stade pour la deuxième fois, l'ayant emporté à l'issue de la saison 1998.
La rencontre est disputée le 17 juin 2001 au stade central d'Almaty. L'Irtych ouvre dans un premier temps le score peu avant la demi-heure de jeu grâce à un penalty de Nilton Mendes pour prendre l'avantage à la mi-temps. Le Jenis finit par réagir à la 55e minute par l'intermédiaire d'Arsen Tlekhugov qui remet les deux équipes à égalité. Plus aucun but n'est marqué par la suite, que ce soit dans le temps réglementaire ou la prolongation qui s'ensuit, poussant les deux clubs à se départager lors de la séance des tirs au but. Celle-ci tourne finalement à l'avantage du Jenis qui s'impose sur le score de 5 à 4, Alekseï Klichine (en) de l'Irtych étant le seul à manquer son tir, et permettant aux Astanais de remporter leur première coupe nationale.
| Entraîneur :           |
| Vladimir Dergatch (en) |

| Entraîneur :     |
| Leonid Nazarenko |

| Entraîneur :           |
| Vladimir Dergatch (en) |

| Entraîneur :     |
| Leonid Nazarenko |